# Unisław (książę czeski)
Unisław – legendarny władca czeski z dynastii Przemyślidów.
Znany jedynie z Kroniki Kosmasa z Pragi. Kronikarz nie zanotował żadnych szerszych informacji na jego temat, poza tym że był następcą Wojena i poprzednikiem Krzesomysła.
Kronika Dalimila uczyniła z Unisława księcia Prażan, podczas gdy jego brat Włościsław miał panować nad Łuczanami, co przejęli dalej Piccolomini i Długosz.